# اورلی مالوسنا
اورلی مالوسنا (به انگلیسی: Aurélie Malaussena) ژیمناست زادهٔ ۱۷ اکتبر ۱۹۹۳ میلادی اهل کشور فرانسه است.